# 36. Waffen-Grenadier-Division der SS
Die 36. Waffen-Grenadier-Division der SS, „Die schwarzen Jäger“, wurde auf Befehl Himmlers vom 19. Februar 1945 aus der SS-Sturmbrigade Dirlewanger und einigen Heeres-Einheiten gebildet. Obwohl Oskar Dirlewanger wegen einer Verwundung bereits am 16. Februar als Sturmbrigadeführer von Fritz Schmedes abgelöst worden war, wurde auch diese Division noch oft mit dem Zusatz Dirlewanger versehen.

## Vorgeschichte der Division
Ab Ende Mai 1940 wurden unter Oskar Dirlewanger im KZ Sachsenhausen rechtskräftig verurteilte Wilderer, die mit dem Gewehr gejagt hatten, aus dem ganzen Reich zum „Wilddiebkommando Oranienburg“ zusammengestellt. Bei Ende der Ausbildung wurden 55 Soldaten als „Sonderkommando Dirlewanger“ ins Generalgouvernement nach Lublin in den Befehlsbereich des Höheren SS- und Polizeiführers Odilo Globocnik versetzt. Ab Februar 1942 wurde das Kommando, das auf knapp 100 Männer angewachsen war, seiner Bestimmung entsprechend zur Partisanenbekämpfung nach Weißrussland versetzt, wo es Curt von Gottberg zugewiesen wurde. Ab 11. November 1942 trug es nach Aufstockung die Bezeichnung „SS-Sonderbataillon Dirlewanger“, 1943/1944 wurde daraus das „SS-Sonderregiment Dirlewanger“. Im Juli 1944 wurde das Regiment zur „SS-Sturmbrigade Dirlewanger“.
Am 20. Februar 1945 wurde die Brigade auf deutsches Gebiet zurück befohlen, durch Heerestruppen verstärkt und in eine Division umgewandelt, die gegen die Rote Armee eingesetzt wurde.

## Zusammensetzung der Division
Von den etwa 6000 Soldaten der Division waren die meisten disziplinarrechtlich belangte SS- und Wehrmachtsangehörige; 250 waren politische KZ-Häftlinge; noch geringer war die Anzahl der sogenannten Asozialen und der gewöhnlichen Kriminellen, die ebenfalls aus KZ der Einheit zugeteilt worden waren.
Spätestens ab Ende 1944, als die Brigade mit 800 politischen Häftlingen aufgefrischt und zunächst in der Slowakei zur Bekämpfung des Slowakischen Nationalaufstandes eingesetzt wurde und dann um Budapest gegen die Rote Armee kämpfte, konnte nicht mehr von Wilddieben als Kern der Einheit gesprochen werden. Sie war aber auch keine Einheit von „Antifaschisten in SS-Uniform“ geworden (H.-P. Klausch), zumal diese in Ungarn in Regimentsstärke zum Feind übergelaufen waren. Nach einer Zeugenaussage vom 28. Juni 1946 habe die Brigade bereits zu diesem Zeitpunkt mehrheitlich aus disziplinarisch belangten Wehrmachtangehörigen bestanden.
Die Division war von Anfang an auf die 9. und 4. Panzerarmee aufgeteilt. Sie war noch mit 100 Offiziersschülern einer SS-Junkerschule verstärkt worden, die sofort als Sektions- und Kompaniechefs wie auch als Vorgesetzte von 400 aus einem SS-Gefängnis gekommenen Häftlingen eingesetzt wurden. Die beiden Armeen wurden mit Beginn der letzten großen sowjetischen Offensive am 16. April 1945 im Kessel von Halbe knapp 100 Kilometer südlich von Berlin eingekreist und aufgerieben. Für den 25. April ließen sich nur noch 36 kampffähige Soldaten des 2. Regiments zählen. Aus sowjetischer Gefangenschaft kehrten 634 Männer zurück, wie sich aus den Unterlagen des Suchdienstes des Deutschen Roten Kreuzes ergibt.

## Gliederung (20. Februar 1945)
- Waffen-Grenadier-Regiment der SS 72
- Waffen-Grenadier-Regiment der SS 73
  - SS-Artillerie-Abteilung 36
    - SS-Füsilier-Kompanie 36
    - SS-Nachrichten-Kompanie 36

(Heerestruppen)
- Pionier-Brigade 687
- Grenadier-Regiment 1244
  - Schwere Panzerjäger-Abteilung 681
  - Panzer-Abteilung Stahnsdorf I

## Kommandeur
- 20. Februar bis April 1945: SS-Brigadeführer und Generalmajor der Waffen-SS und Polizei Fritz Schmedes